# Schwesterchen-Langflügelfledermaus

Verbreitungsgebiet der Schwesterchen-Langflügelfledermaus

Die Schwesterchen-Langflügelfledermaus (Miniopterus sororculus) ist ein auf Madagaskar endemisches Fledertier in der Gattung der Langflügelfledermäuse. Das Typusexemplar dieser 2007 beschriebenen Art stammt aus einer Höhle im Distrikt Ambatofinandrahana.
Der Artzusatz im wissenschaftlichen Namen ist aus dem lateinischen Wort sororcula (kleine Schwester) gebildet. Er bezieht sich auf die auf dem afrikanischen Festland vorkommende Brüderchen-Langflügelfledermaus (Miniopterus fraterculus) und auf die kleine Gestalt dieser Art im Verhältnis zur Major-Langflügelfledermaus (Miniopterus majori).

## Merkmale
Die Exemplare sind ohne Schwanz 54 bis 57 mm lang, die Schwanzlänge beträgt 51 bis 58 mm und das Gewicht liegt bei 7 bis 9 g. Die Art hat 42 bis 45 mm lange Unterarme, Hinterfüße von 6 bis 8 mm Länge und 10 bis 12 mm lange Ohren. Das dichte und seidige Fell der Oberseite ist dunkelbraun gefärbt und unterseits kommt etwas helleres Fell vor. Typisch sind die schwarzbraunen Flughäute, die nahe am Körper leicht behaart sind. Die Ohren sind durch einen 6 bis 8 mm langen Tragus gekennzeichnet, der an der Basis dick und leicht gebogen ist.

## Verbreitung
Diese Fledermaus bewohnt das südöstliche Hügel- und Hochland von Madagaskar zwischen 40 und 2200 Meter Höhe. Sie lebt in Sekundärwäldern, die oft aus eingeführten Bäumen bestehen, und besucht angrenzende Savannen. Vermutlich halten sich die Tiere in der Fortpflanzungszeit eher in tieferen Lagen auf.

## Lebensweise
Die nachtaktive Schwesterchen-Langflügelfledermaus ruht am Tage in kühlen Höhlen. Im Südwinter kann die Temperatur im Hochland gegen null Grad gehen, was vermuten lässt, dass die dort lebenden Populationen Winterschlaf oder Torpor halten. Nahe verwandte Fledermäuse jagen Insekten im Flug, was auch für diese Art angenommen wird. Die Rufe zur Echoortung sind 2,7 bis 3,9 Millisekunden lang und erreichen maximal 83 bis 121 kHz sowie minimal 50 bis 53 kHz. Die stärkste Intensität liegt bei 54 bis 57 kHz. Informationen zur Fortpflanzung liegen nicht vor.

## Gefährdung
Diese Fledermaus hat eine weite Verbreitung und ist anpassungsfähig. Die IUCN listet sie als nicht gefährdet (least concern).